# Sophie Axelsdatter Brahe
Sophie Axelsdatter Brahe (født 11. maj 1578 på Elvedgaard, død 21. december 1646 i København) var en dansk adelsdame. Hun var datter af rigsråd Axel Ottesen Brahe til Elvedgaard og hustru Mette Falksdatter Gøye. Astronomen Tycho Brahe var hendes farbror, og navnesøsteren Sophie Brahe var hendes faster.
Sophie Axelsdatter Brahe blev 13. juni 1598 i Malmø gift med Holger Rosenkrantz (1574-1642) til Rosenholm. Hun var som mange andre hustruer til danske herremænd i 1600-tallet en myndig og selvstændig dame.
På grund af mandens forpligtelser som rigsråd og teologiske studier, blev Sophie Brahe den der både forvaltede familielivet samt godsdriften. Oven i dette fødte hun i perioden 1600-1617 ikke mindre end 13 børn! Hendes regnskabsbog, som i dag findes på Det Kongelige Bibliotek, er et første klasses kildemateriale til indsigt i en dansk adelsfamilies liv i 1600-tallets første halvdel.